# SAI KZ III
Die SAI KZ III Lærke (Lerche) ist ein einmotoriger Schulterdecker des dänischen Herstellers Skandinavisk Aero Industri. Der Erstflug fand am 11. September 1944 statt. Die Maschine besaß STOL-Eigenschaften und war in erster Linie als Sanitätsflugzeug konzipiert, fand aber auch für zahlreiche andere Einsatzgebiete Verwendung.
Insgesamt wurden 66 Flugzeuge dieses Typs gebaut, wovon einige heute noch fliegen.
Der Flugzeugrahmen besteht aus einer Stahlrohrkonstruktion, die mit Segeltuch bespannt ist; die Flügel und das Leitwerk bestehen aus Holz. Der Propeller ist ebenfalls aus Holz und hat einen Durchmesser von 1,9 Meter.

## Geschichte
Während des Krieges wurden unter deutscher Aufsicht lediglich zwei Prototypen gebaut, wobei ein De-Havilland-Gipsy-Minor-Motor mit einer Leistung von 90 PS Verwendung fand. Der erste Prototyp absolvierte seinen Erstflug am 11. September 1944. Für die nach dem Krieg gestartete Serienproduktion kam jedoch ein etwas stärkerer Motor vom Typ Blackburn Cirrus Minor II zum Einsatz.
Vier der Flugzeuge wurden für Rettungseinsätze ausgerüstet und boten Platz für eine Trage, die von der linken Rumpfseite aus zugeladen werden konnte. Aufgrund der hervorragenden Kurzstart- und -landeeigenschaften konnten die Flugzeuge auf nahezu allen dänischen Inseln eingesetzt werden. Sie blieben bis 1963 im Dienst. Zwei Maschinen wurden als Verbindungsflugzeuge in den Dienst der Dänischen Luftstreitkräfte übernommen, eine Reihe weiterer Maschinen wurden ins benachbarte Ausland verkauft, einige wenige gelangten sogar bis nach Indien und Singapur. Der Großteil der Produktion blieb aber in Dänemark und war unter anderem bei Fliegerclubs beliebt.
Eine Weiterentwicklung der SI KZ III war die SAI KZ VII, die ihren Erstflug 1946 hatte.

## Technische Daten
| Kenngröße                                | Daten |
| ---------------------------------------- | --- |
| Besatzung                                | 1 |
| Passagiere                               | 1 |
| Länge                                    | 6,6 m |
| Spannweite                               | 9,6 m |
| Höhe                                     | 2,1 m |
| Flügelfläche                             | 13,00 m² |
| Flächenbelastung                         | 48,83 kg/m² |
| Max. Startmasse                          | 706 kg |
| Reisegeschwindigkeit                     | 150 km/h |
| Höchstgeschwindigkeit                    | 185 km/h |
| Steiggeschwindigkeit                     | 216 m/min |
| Landegeschwindigkeit                     | 55 km/h |
| Dienstgipfelhöhe                         | 4150 m |
| Reichweite                               | 805 km |
| Startstrecke (Windstille)                | 70 m |
| Landestrecke (Windstille)                | 50 m |
| Maximale Gleitzahl (Klappen gerade)      | 8 |
| Maximale Gleitzahl (Klappen ausgefahren) | 5 |

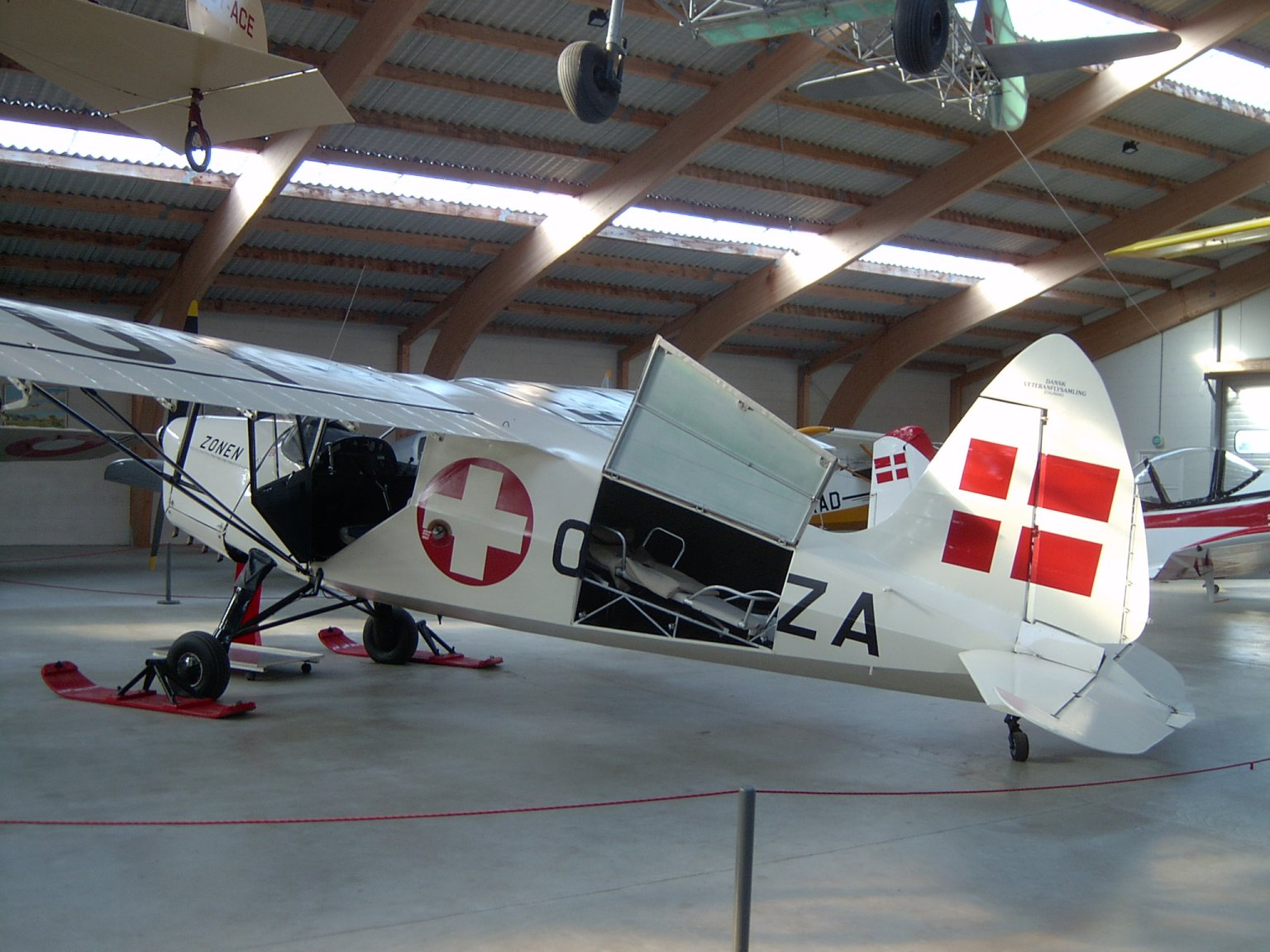
SAI KZ III mit geöffneter Ladeluke. Das abgebildete Flugzeug flog bis zum 11. Dezember 1962 zahlreiche Rettungseinsätze.

| Triebwerk                                | De Havilland Gipsy Minor-Vierzylinder-Reihenmotor, 67 kW (90 PS) Blackburn Cirrus Minor II-Vierzylinder-Reihenmotor, 75 kW (100 PS) |